# Dienerella kerzhneri
Dienerella kerzhneri là một loài bọ cánh cứng trong họ Latridiidae. Loài này được Tsinkevich miêu tả khoa học năm 2007.